# Saxa di 101955 Bennu
Segue una lista dei saxa presenti sulla superficie dell'asteroide 101955 Bennu. La nomenclatura di 101955 Bennu è regolata dall'Unione Astronomica Internazionale; la lista contiene solo formazioni esogeologiche ufficialmente riconosciute da tale istituzione.
I saxa di Bennu portano i nomi di creature volatili e luoghi ad esse associati nei miti di vari culture.
Sono tutti stati identificati durante la missione della sonda OSIRIS-REx, l'unica ad avere finora raggiunto l'asteroide.

## Prospetto
| Saxum             | Eponimo | Latitudine | Longitudine | Diametro |
| ----------------- | --- | ---------- | ----------- | -------- |
| Aellopus Saxum    | Aellopoda - Una delle tre Arpie della mitologia greca.                                                                                         | 25,44° N   | 335,67° E   | 0,01 km  |
| Aetos Saxum       | Aetos - Il compagno di giochi di Zeus bambino, poi trasformato in aquila da Era.                                                               | 3,46° N    | 150,36° E   | 0,01 km  |
| Amihan Saxum      | Amihan - La divinità primigenia dei Tagalog dalle sembianze di uccello.                                                                        | 17,96° S   | 256,51° E   | 0,03 km  |
| Benben Saxum      | Benben - Collina emersa dalle acque primordiali su cui si posò Bennu, l'uccello che rappresentava l'anima divina di Ra nella mitologia egizia. | 45,86° S   | 127,59° E   | 0,05 km  |
| Boobrie Saxum     | Boobrie - Essere mitologico capace di metamorfosi delle leggende scozzesi.                                                                     | 48,08° N   | 214,28° E   | 0,03 km  |
| Camulatz Saxum    | Camulatz - Uccello della mitologia dei maya quiché che avrebbe distrutto la prima generazione di uomini nati dal legno.                        | 10,26° S   | 259,65° E   | 0,02 km  |
| Celaeno Saxum     | Celeno - Una delle tre Arpie della mitologia greca.                                                                                            | 18,42° N   | 335,23° E   | 0,01 km  |
| Ciinkwia Saxum    | Ciinkwia - Figura della mitologia degli algonchini che causa tuoni e fulmini, rappresentato come aquila gigante o uccello con la testa d'uomo. | 4,97° S    | 249,47° E   | 0,02 km  |
| Dodo Saxum        | Dodo - Uccello incapace al volo che appare ne Le avventure di Alice nel Paese delle Meraviglie.                                                | 32,68° S   | 64,42° E    | 0,03 km  |
| Gamayun Saxum     | Gamajun - Uccello profetico del folklore russo con testa di donna.                                                                             | 9,86° N    | 105,45° E   | 0,02 km  |
| Gargoyle Saxum    | Gargolla - Mostro dalle sembianze di drago sconfitto da Romano di Rouen nelle leggende della tradizione francese.                              | 4,59° N    | 92,48° E    | 0,02 km  |
| Gullinkambi Saxum | Gullinkambi - Uno dei tre galli che abitano il Valhalla nella mitologia norrena.                                                               | 18,53° N   | 17,96° E    | 0,03 km  |
| Huginn Saxum      | Huginn - Uno dei due corvi che accompagnano Odino nella mitologia norrena.                                                                     | 29,77° S   | 43,25° E    | 0,05 km  |
| Kongamato Saxum   | Kongamato - Mitico uccello gigante privo di penne e piume presente nei miti delle popolazioni dello Zambia.                                    | 5,03° N    | 66,31° E    | 0,02 km  |
| Muninn Saxum      | Muninn - Uno dei due corvi che accompagnano Odino nella mitologia norrena.                                                                     | 29,34° S   | 48,68° E    | 0,03 km  |
| Ocypete Saxum     | Ocipete - Una delle tre Arpie della mitologia greca.                                                                                           | 25,09° N   | 328,25° E   | 0,01 km  |
| Odette Saxum      | Odette - Principessa trasformata nel cigno bianco ne Il lago dei cigni.                                                                        | 44,86° S   | 291,08° E   | 0,02 km  |
| Odile Saxum       | Odile - Ragazza che interpreta il cigno nero ne Il lago dei cigni.                                                                             | 42,74° S   | 294,08° E   | 0,03 km  |
| Pouakai Saxum     | Pouakai - Uccello mostruoso che si nutre di uomini nelle leggende Maori.                                                                       | 40,45° S   | 166,75° E   | 0,01 km  |
| Roc Saxum         | Roc - Uccello dal piumaggio bianco e di enormi dimensioni presente in vari miti arabici del medio oriente.                                     | 23,46° S   | 25,36° E    | 0,1 km   |
| Simurgh Saxum     | Simurg - Uccello che controllava la sapienza e la semenza di tutte le piante nella mitologia iraniana.                                         | 25,32° S   | 4,05° E     | 0,04 km  |
| Strix Saxum       | Strige - Uccello notturno di cattivo auspicio della mitologia romana.                                                                          | 13,4° N    | 88,26° E    | 0,01 km  |
| Thorondor Saxum   | Thorondor - Il re delle aquile nel mondo immaginario di Arda dove sono ambientate le opere di J. R. R. Tolkien.                                | 47,94° S   | 45,1° E     | 0,06 km  |